# (3189) Пенза
(3189) Пенза (лат. Penza) — типичный астероид главного пояса, открыт 13 сентября 1978 года советским астрономом Николаем Черных в Крымской астрофизической обсерватории и 2 апреля 1988 года назван в честь города Пензы.

## Обнаружение и именование
(3189) Пенза
Открыт 13 сентября 1978 года в Научном Н. С. Черных.
Назван в честь русского города — центра региона, где жили Лермонтов, Белинский, Давыдов, Куприн и некоторые другие русские писатели.
Оригинальный текст (англ.)3189 Penza
Discovered 1978-09-13 by Chernykh, N. at Nauchnyj.
Named for a Russian city, the center of the region where Lermontov, Belinskij, Davydov, Kuprin and some other Russian writers lived.
Источники: DISCOVERY.DB; M.P.C. 12971.

## Орбита

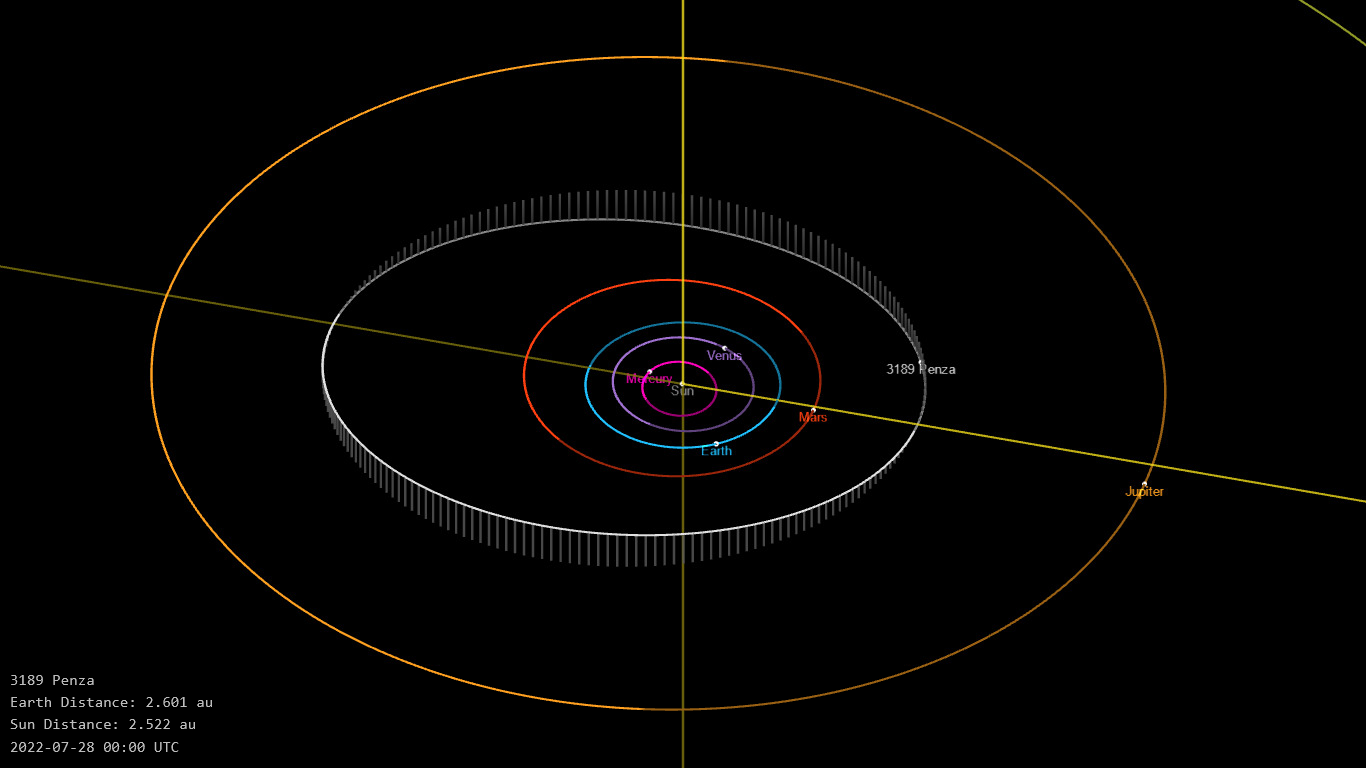
Орбита астероида Пенза и его положение в Солнечной системе

## Физические характеристики
Астероид относится к таксономическому классу C.
По результатам наблюдений в видимом и ближнем инфракрасном диапазоне космического телескопа NEOWISE диаметр астероида оценивался равным 14,103±2,549 км и 10,707±1,998 км. Согласно тем же источникам альбедо оценивается как 0,0795±0,1645, 0,1361±0,0671 и 0,079±0,164.